# لويس مونيوث
لويس مونيوث (بالإسبانية: Luis Muñoz)‏ هو شاعر إسباني، ولد في 1966 في غرناطة في إسبانيا.